# Utah Stars 1971-1972
La stagione 1971-72 degli Utah Stars fu la 5ª nella ABA per la franchigia.
Gli Utah Stars vinsero la Western Division con un record di 60-24. Nei play-off vinsero la semifinale di division con i Dallas Chaparrals (4-0), perdendo poi la finale di division con gli Indiana Pacers (4-3).

## Roster
| N° | Naz.                   | Ruolo | Sportivo       | Anno | Alt. | Peso |
| -- | ---------------------- | ----- | -------------- | ---- | ---- | ---- |
| 10 | Stati Uniti (bandiera) | G     | Mervin Jackson | 1946 | 191  | 79   |
| 12 | Stati Uniti (bandiera) | G     | Mike Butler    | 1946 | 188  | 77   |
| 14 | Stati Uniti (bandiera) | A     | Rod McDonald   | 1945 | 198  | 93   |
| 15 | Stati Uniti (bandiera) | GA    | Jimmy Jones    | 1945 | 193  | 85   |
| 21 | Stati Uniti (bandiera) | AC    | Red Robbins    | 1944 | 203  | 86   |
| 22 | Stati Uniti (bandiera) | A     | Rick Fisher    | 1948 | 196  | 98   |
| 23 | Stati Uniti (bandiera) | G     | Bobby Fields   | 1949 | 191  | 79   |
| 24 | Stati Uniti (bandiera) | GA    | Ron Boone      | 1946 | 188  | 91   |
| 31 | Stati Uniti (bandiera) | C     | Zelmo Beaty    | 1939 | 206  | 102  |
| 33 | Stati Uniti (bandiera) | C     | Ira Harge      | 1941 | 206  | 102  |
| 33 | Stati Uniti (bandiera) | A     | George Stone   | 1946 | 201  | 88   |
| 35 | Stati Uniti (bandiera) | AC    | Manny Leaks    | 1945 | 203  | 102  |
| 40 | Stati Uniti (bandiera) | G     | Glen Combs     | 1946 | 188  | 84   |
| 42 | Stati Uniti (bandiera) | A     | Willie Wise    | 1946 | 196  | 95   |
| 44 | Stati Uniti (bandiera) | A     | John Beasley   | 1944 | 206  | 102  |

## Staff tecnico
- Allenatore: LaDell Andersen
- Vice-allenatore: Larry Creger